# Minesweeper

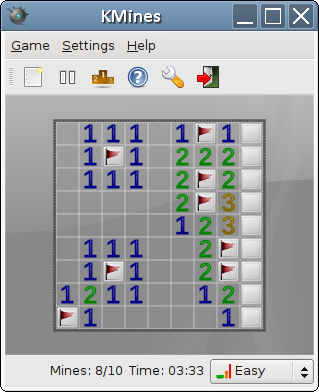
Bildschirmfoto des Minesweeper-Klons KMines

Minesweeper (englisch mine sweeper: „Minenräumer“) ist ein simples, dem Betriebssystem Microsoft Windows bis einschließlich der Version Windows 7 beigelegtes Computerspiel, bei dem Spieler durch eine Kombination aus logischem Denken und (bisweilen) zufälligem Raten herausfinden sollen, unter welchen Feldern Minen versteckt sind. Das Ziel ist, alle Felder aufzudecken, hinter welchen keine Minen verborgen sind. Als zusätzliche Herausforderung läuft eine Stoppuhr, sodass das Spiel zumeist auf Zeit gespielt wird.

## Geschichte
Minesweeper wurde ursprünglich von Microsoft für Windows 3.1 entwickelt und danach jeder Nachfolgeversion für den PC beigelegt; seit Windows 8 muss es als App aus dem Windows Store nachinstalliert werden. Das Spiel fehlt bei Windows Mobile bis zur Version Windows Mobile 2003 SE. Für Windows Phone wird in vielen Ländern über den integrierten Windows Phone Store eine kostenlose Xbox Live Minesweeper-App angeboten. Mit Windows Vista wurde es vollständig überarbeitet und besitzt zum Beispiel die Möglichkeit, die Minen durch Blumen zu ersetzen. Minesweeper war ebenfalls im 1999 erschienenen Mobiltelefon Siemens S25 integriert.
Rekorde, die auf Windows beiliegenden Programmversionen erzielt wurden, werden für internationale und nationale Bestenlisten nicht akzeptiert, da die aktuelle Version dem Spieler die Möglichkeit gibt, auf einem Spielfeld mit den gleichen Minenpositionen mehrmals hintereinander zu spielen (Neustart) und vorhergehende Versionen nicht sicher gegen Cheats und Hacks sind. Für Wettkämpfe und Ranglisten finden dagegen ausschließlich die Programme „Minesweeper Arbiter“, „Minesweeper X“ und „Viennasweeper“ Anwendung. In Anlehnung an Minesweeper wurde das papierbasierte Spiel Beleuchtung entwickelt.

## Schwierigkeitsstufen
Beim Original-Minesweeper für Windows 3.x und 9x gibt es drei feste Schwierigkeitsstufen und außerdem die Möglichkeit, Spielfeldgröße sowie Minenzahl frei einzustellen:
- Anfänger: Spielfeld von 8 mal 8 (64) Feldern mit 10 Minen (Minendichte 15,6 %).
- Fortgeschrittene: Spielfeld von 16 mal 16 (256) Feldern mit 40 Minen (15,6 %).
- Profis: Spielfeld von 30 mal 16 (480) Feldern mit 99 Minen (20,6 %).
- Benutzerdefiniert: Maximale Größe 30 mal 24 (720) Felder, bis zu 668 Minen.

In den Windows-Versionen ab Windows 2000 beträgt die Anfänger-Spielfeldgröße 9 mal 9 mit nach wie vor 10 Minen (also nun 12,3 % Dichte). Diese geringere Minendichte ergibt über mehrere Spiele betrachtet einen Vorteil gegenüber 8 mal 8 Feldern, da durch eine geringere Minendichte die Zahl der zum Sieg benötigten Klicks im Durchschnitt herabgesetzt wird.
Der Benutzerdefiniert-Modus der für offizielle Ranglisten akzeptierten Versionen Minesweeper Clone 2007 und Minesweeper X erlaubt eine maximale Spielfeldgröße von 50 mal 50 bzw. die gesamte Bildschirmgröße.

## Spielverlauf
Am Anfang wird eine Einstellung gewählt (eine von drei Schwierigkeitsstufen oder Benutzerdefiniert), welche die Größe des Spielfeldes (Anzahl der Felder) und die Anzahl der Minen festlegt. Vor Spielbeginn sind alle Felder verdeckt. Ziel des Spiels ist es, alle Felder aufzudecken, hinter denen sich keine Mine verbirgt.
Mit der linken Maustaste legt ein Spieler ein Feld frei; wenn unter diesem Feld eine Mine liegt, ist das Spiel verloren. Bei den Windowsversionen sowie den für Ranglisten akzeptierten Versionen ist der erste Klick im normalen Spielmodus jedoch nie eine Mine. Mit der rechten Maustaste markiert er ein Feld als Mine. Dort erscheint dann eine rote Fahne. Um diese Markierung rückgängig zu machen, genügen (je nach ausgewählter Einstellung) ein oder zwei weitere rechte Mausklicks auf dasselbe Feld. Um zu gewinnen, ist es nicht notwendig, Minen mit der rechten Maustaste zu markieren. Es genügt, alle Felder, die keine Minen enthalten, mit der linken Maustaste aufzudecken. Optional kann man sogenannte Marker aktivieren, wenn man nicht sicher ist, ob sich unter einem Feld eine Mine befindet. Diese erscheinen in Form eines Fragezeichens auf den Feldern und werden ebenfalls mit der rechten Maustaste gesetzt.
Mit der linken Maustaste freigelegte Felder, die keine Mine enthalten, enthüllen die Anzahl der Minen, die sich in den benachbarten acht Feldern befinden. Ein aufgedecktes Feld, das an allen Seiten von Minen umgeben ist, wird somit eine 8 zeigen. Durch die Zahlen der aufgedeckten Felder ist es oft möglich, die Positionen der Minen zu erschließen. Ein aufgedecktes Feld, zu dem keine Minen benachbart sind, zeigt keine 0, sondern wird leer gelassen, was die Darstellung übersichtlicher macht. Außerdem werden alle dazu benachbarten noch verdeckten Felder automatisch aufgedeckt. Dieser Prozess wird rekursiv weitergeführt: Ist ein automatisch aufgedecktes Feld ebenfalls ein Null-Feld, werden dessen Nachbarn ebenfalls aufgedeckt. Wenn man einen Doppelklick mit der linken Maustaste oder mit der linken und rechten Maustaste gleichzeitig auf ein aufgedecktes Feld macht, in dessen Nachbarschaft bereits alle Minen markiert sind, werden alle restlichen dazu benachbarten Felder aufgedeckt.
Beim Spielstart und auch im weiteren Spielverlauf, insbesondere in den höheren Spielstufen, können sich Situationen ergeben, in denen man nicht zweifelsfrei schließen, sondern nur raten kann, unter welchem Feld eine Mine ist.
Durch Minimieren des Programms in die Taskleiste wird die Uhr angehalten.

## Varianten

### Flower Field
Im Jahr 2000 erhielt das Spiel in einigen Übersetzungen von Windows Me und Windows 2000 (wie den Europäischen Versionen) den Namen "Flower Field" anstelle von "Minesweeper" und zeigte Blumen anstelle von Minen. Das Gameplay blieb unverändert, ebenso wie die Namen der ausführbaren Dateien.

### Minen nicht markieren (non-flagging – NF)
Bei dieser Spielvariante markiert ein Spieler keine Minen. Man darf also die rechte Maustaste während des Spiels nicht verwenden. Man hat automatisch gewonnen, wenn man mit Hilfe der linken Maustaste alle Felder, bis auf die verminten, freigelegt hat. Die Schwierigkeit dieser Spielvariante liegt darin, dass man sich die identifizierten Minenpositionen merken muss.
Um Bestzeiten auf dem Anfänger- und Fortgeschrittenenlevel zu erzielen, wenden viele Profis diese Variante teilweise sogar auf dem ganzen Spielfeld an. Da die Bestzeiten der weltbesten Spieler in der Variante non-flagging nur geringfügig niedriger als ihre Bestzeiten im normalen Spiel sind und non-flagging weniger oft gespielt wird, ist zu vermuten, dass non-flagging, obgleich für den Anfänger schwieriger, nicht langsamer als flagging ist.
Seit 2009 gibt es neben der offiziellen Weltrangliste, die sowohl flagging als auch non-flagging Spiele beinhaltet, auch eine offizielle Rangliste, die exklusiv non-flagging-Bestzeiten vorbehalten ist.

### Minendichte erhöhen
Eine andere Erschwernis ist die Erhöhung der Minendichte in der Custom/Benutzerdefiniert-Variante. Ausgegangen wird meist vom größten Spielfeld, das in der Standardvariante mit 99 Minen besetzt ist. Ein solches Feld ist mit einiger Übung noch zu lösen; Zeiten unter 150 Sekunden setzen jedoch gute Übung voraus.
Ein Feld dieser Größe zu räumen, wird jedoch umso schwieriger, je dichter das Feld besetzt ist. Felder mit 130 bis 140 Minen (28 %) haben bereits einen sehr hohen Schwierigkeitsgrad. Noch mehr Minen verlegen zu lassen, ergibt bereits sehr viele Fehlversuche, überhaupt nur einen ersten Ansatz zum Minenräumen zu bekommen.

### Beispiele

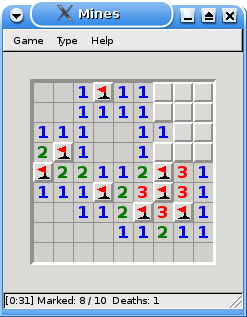
Standard-Minesweeper
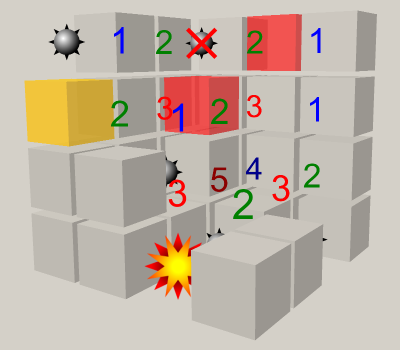
3D
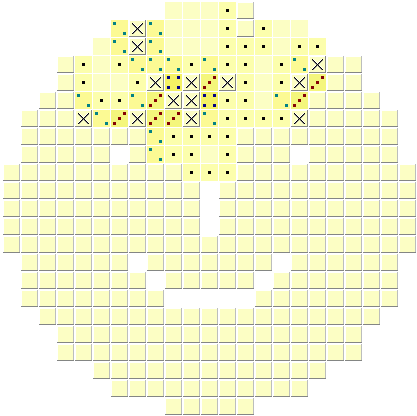
Online, nicht rechteckig
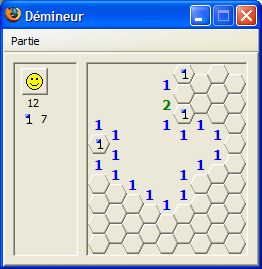
Wabenförmig
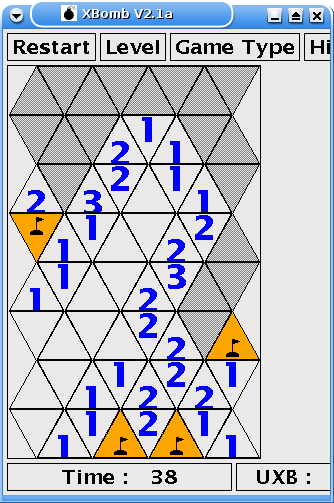
Dreieckig
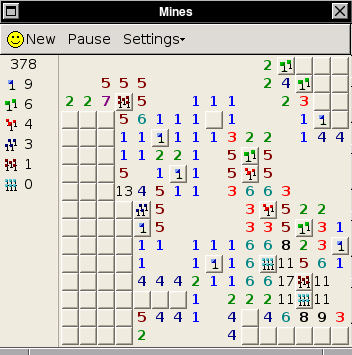
Mehrere Minen auf einem Feld
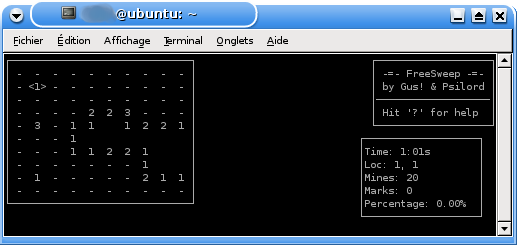
ASCII (Terminal)
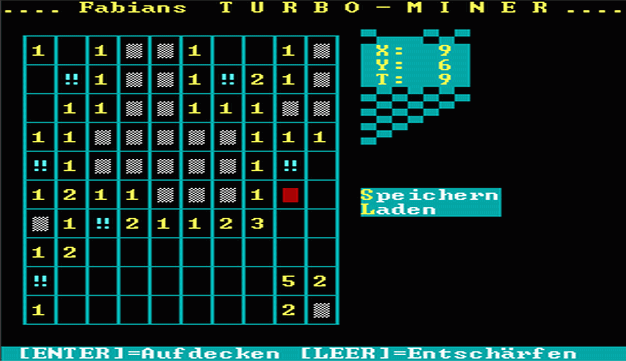
MS-DOS (40x25-Zeichen-Textmodus)

## Rekorde
| Stufe            | Zeit               | Name                          |
| ---------------- | ------------------ | ----------------------------- |
| Anfänger         | unter 0,5 Sekunden | von mehreren Rekordhaltern    |
| Fortgeschrittene | 5,80 Sekunden      | Ze-En Ju, Volksrepublik China |
| Profis           | 26,59 Sekunden     | Ze-En Ju, Volksrepublik China |

## Mathematik
Minesweeper ist ein NP-vollständiges Problem. Es geht dabei um das Entscheidungsproblem, ob in einer konstruierten Spielsituation, in der ein Teil der Felder aufgedeckt und mit Zahlen versehen ist, Minen auf den noch verdeckten Feldern so angeordnet werden können, dass die Zahlangaben erfüllt sind, also zu jedem aufgedeckten Feld die darauf angegebene Zahl an Minen benachbart ist.